# Madžarska državna opera
Madžarska državna opera (madžarsko Magyar Állami Operaház) je neorenesančna operna hiša v središču Budimpešte, na Andrássy út. Prvotno znana kot Madžarska kraljeva operna hiša, jo je zasnoval Miklós Ybl, glavna osebnost madžarske arhitekture 19. stoletja. Gradnja se je začela leta 1875, financirala sta jo mesto Budimpešta in cesar Franc Jožef I. Avstro-Ogrski, za javnost pa je bila odprta 27. septembra 1884. Pred zaprtjem Népszínház v Budimpešti je bila tretja največja operna stavba v mestu; danes je druga največja operna hiša v Budimpešti in na Madžarskem.
Gostujoče skupine so v mestu izvajale opere od začetka 19. stoletja, a kot ugotavlja Legány, se je »nova epoha začela po letu 1835 kot del Narodne operne in gledališke skupine Kasa prispel v Budim«. Prevzeli so Grajsko gledališče, leta 1835 pa se jim je pridružil še en del skupine, nato pa so opere izvajali pod dirigentom Ferencem Erklom. Do leta 1837 so se uveljavili kot Magyar Színház (Madžarsko gledališče), do leta 1840 pa je postalo Nemzeti Színház (Narodno gledališče). Po zaključku se je operna sekcija preselila v madžarsko kraljevo operno hišo, pri čemer so predstave hitro pridobile sloves odličnosti v repertoarju približno 45 do 50 oper in približno 130 letnih predstav.
Danes je v operni hiši Budimpeštanski operni bal, družabni dogodek iz leta 1886.

## Zgodovina
V stavbi so gostovali številni pomembni umetniki, med njimi skladatelj Gustav Mahler, ki je bil direktor v Budimpešti od leta 1888 do 1891, in Otto Klemperer, ki je bil med letoma 1947 in 1950 glasbeni direktor.
V 1970-ih je madžarska država pričela razmišljati o veliki prenovi, ki se je začela leta 1980 in je trajala do leta 1984. Ponovno odprtje je bilo natanko 100 let po prvotnem odprtju, 27. septembra 1984.

## Pregled
Je bogato okrašena stavba in velja za eno izmed arhitektovih mojstrovin. Zgrajena je bila v neorenesančnem slogu, z elementi baroka. Ornamentika vključuje slike in skulpture vodilnih osebnosti madžarske umetnosti, kot so Bertalan Székely, Mór Than in Károly Lotz. Čeprav po velikosti in zmogljivosti ni med največjimi, pa po okrasu in kakovosti akustike budimpeštanska operna hiša velja za eno najboljših opernih hiš na svetu.
Avditorij sprejme 1261 ljudi. Je v obliki podkve in ima – glede na meritve, ki jih je v 1970-ih opravila skupina mednarodnih inženirjev – tretjo najboljšo akustiko v Evropi za La Scalo v Milanu in Palais Garnier v Parizu. Čeprav je bilo od takrat zgrajenih veliko opernih hiš, je Budimpeštanska operna hiša še vedno med najboljšimi v smislu akustike. 
Pred stavbo sta kipa Ferenca Erkla in Franza Liszta. Liszt je najbolj znan madžarski skladatelj. Erkel je sestavil madžarsko himno in bil prvi glasbeni direktor Opere; bil je tudi ustanovitelj Budimpeštanskega filharmoničnega orkestra.
Vsako leto traja sezona od septembra do konca junija. Poleg opernih predstav je v hiši tudi sedež Madžarskega narodnega baleta.
Skoraj vsak dan potekajo vodeni ogledi stavbe v šestih jezikih (angleščini, nemščini, španščini, francoščini, italijanščini in madžarščini).

## Arhitektura
Dekoracija simetrične fasade sledi glasbeni temi. V nišah na obeh straneh glavnega vhoda sta podobi dveh najvidnejših madžarskih skladateljev, Ferenca Erkla in Franza Liszta. Oba je izklesal Alajos Stróbl .
V preddverju so marmornati stebri. Obokan strop je prekrit s poslikavami Bertalana Székelyja in Móra Thana. Upodabljajo devet muz.
Kovane svetilke osvetljujejo široko kamnito stopnišče in glavni vhod. Odhod v opero je bil v 19. stoletju velika družabna priložnost. Ogromno, široko stopnišče je bilo pomemben element operne hiše, saj je damam omogočalo, da pokažejo svoje nove obleke.
Glavna dvorana je okrašena z bronastim lestencem, ki tehta 3050 kg. Osvetljuje fresko Károlyja Lotza, ki prikazuje grške bogove na Olimpu. Osrednji odrski proskenijski lok je uporabljal najsodobnejšo tehnologijo tistega časa. Imel je tudi vrtljivi oder in kovinske hidravlične stroje.
Kraljeva loža je sredinsko v trinadstropnem krogu. Okrašena je s skulpturami, ki simbolizirajo štiri operne glasove – sopran, alt, tenor in bas.

## Drugo gledališče družbe
Danes je sekundarna stavba, ki je od leta 1951 del Madžarske državne opere, gledališče Erkel (preimenovano leta 1953), ki je bilo prvotno odprto leta 1911 kot Népopera (Ljudska opera). Zaprli so ga leta 1915, posodobili z zmanjšanjem števila sedežev na 2400 in leta 1917 ponovno odprli kot Városi Színház (Mestno gledališče). V preteklih letih je opravljal številne funkcije, med kot kinematograf, dokler ni prišel pod upravljanje Državne opere. Temeljito prenovljen objekt je leta 1961 deloval kot drugo prizorišče gledališča, in sicer do leta 2007, ko je bilo ponovno odrejeno zaprtje in prenova. Ponovno je bilo gledališče odprto leta 2013.